# Evangelische Kirche Ballersbach

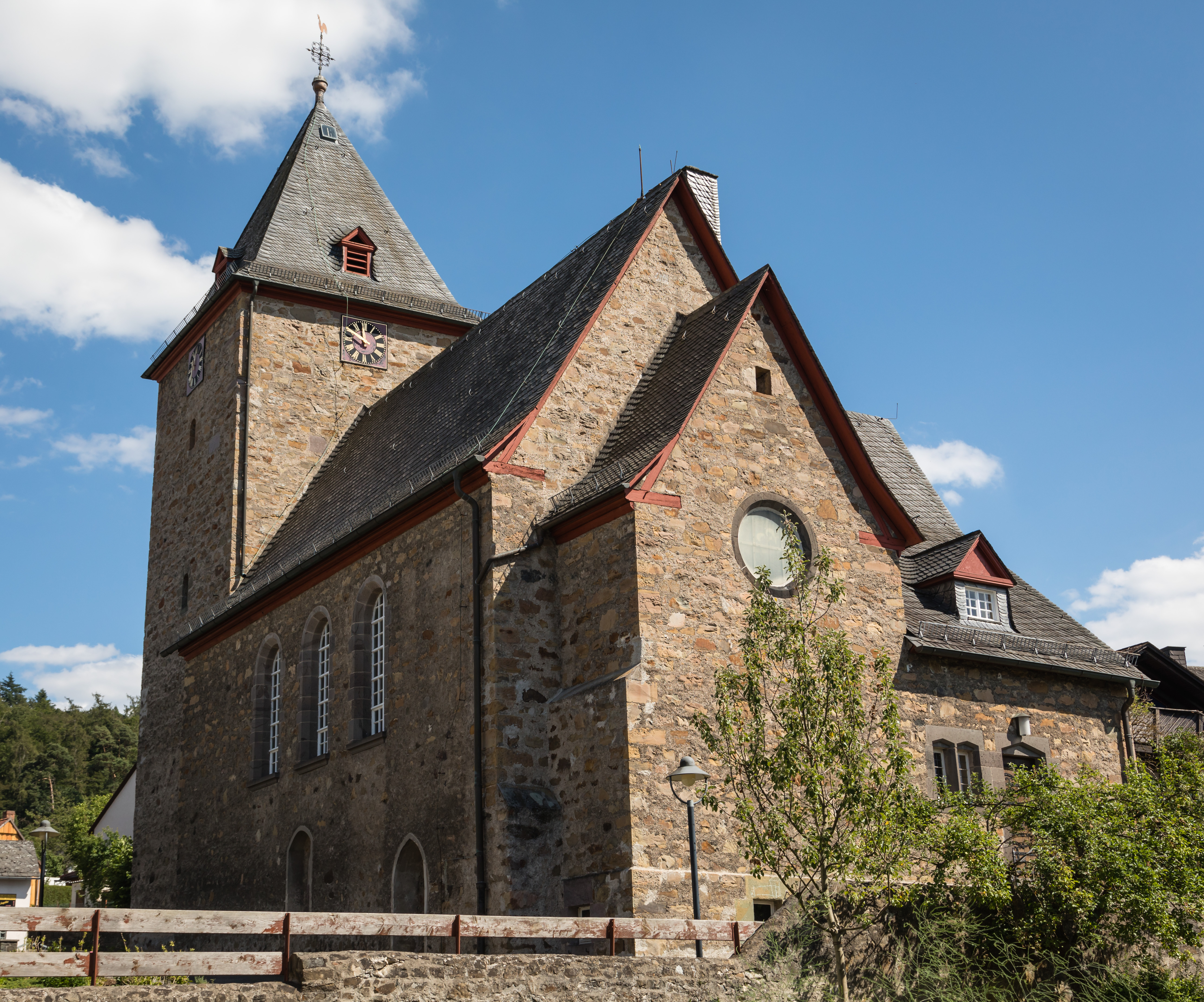
Evangelische Kirche Ballersbach

Die evangelische Kirche in Ballersbach, einem Ortsteil der Gemeinde Mittenaar im Lahn-Dill-Kreis (Hessen) ist ein denkmalgeschütztes Kirchengebäude. Die Chorturmkirche aus dem 13. Jahrhundert erfuhr 1914–1916 einen Erweiterungsumbau, bei dem spätgotische Wandmalereien des 15. Jahrhunderts freigelegt wurden. Die Kirchengemeinde gehört zum Dekanat an der Dill in der Propstei Nord-Nassau der Evangelischen Kirche in Hessen und Nassau.

## Geschichte

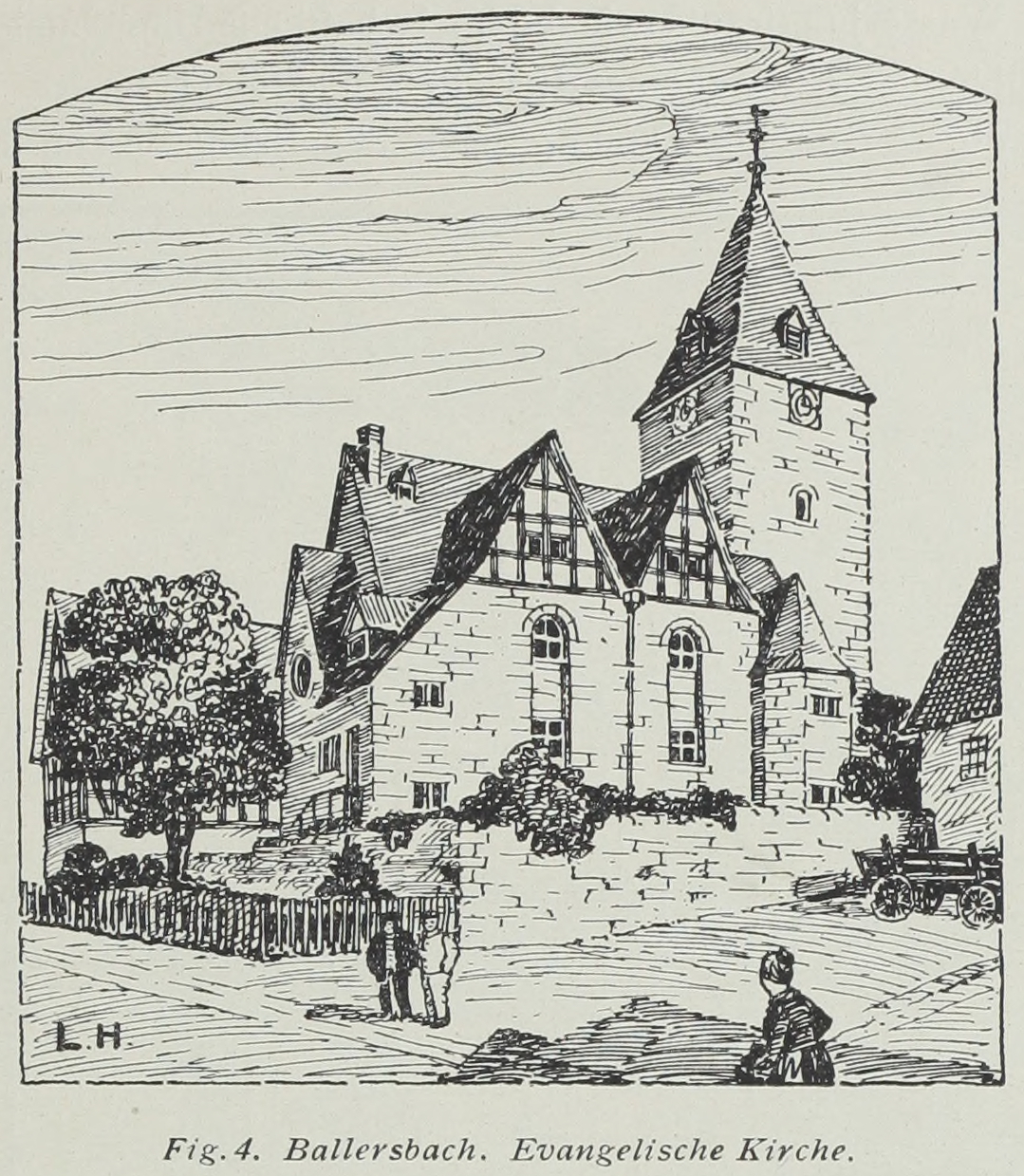
Historische Ansicht von 1921

Die spätromanische, ehemalige Chorturmanlage wurde im dritten Viertel des 13. Jahrhunderts erbaut. In einem Güterverzeichnis der Kirche wird sie 1345 erstmals als „capelle in baldersbach“ bezeichnet. In späterer Zeit wurden die Turmobergeschosse abgetragen und die ehemalige Turmhalle mit einem Kreuzgratgewölbe und Sitznischen ausgestattet. Kirchlich gehörte Ballersbach im späten Mittelalter zu Archipresbyterat Wetzlar im Archidiakonat von St. Lubentius Dietkirchen im Bistum Trier.
Mit Einführung der Reformation in der Grafschaft Nassau-Dillenburg ab 1533 nahm die Kirchengemeinde den evangelischen Glauben an. Um 1575 folgte ein Wechsel zum reformierten Bekenntnis. Jahr 1588 wurden die Kirchengemeinden Ballersbach und Seelbach zu einem Kirchspiel vereint. Um 1775 kam es zwischen Ballersbach und Seelbach zu einem Streit über die Unterhaltskosten des gemeinsamen Pfarrhauses, das um 1750 in Ballersbach gebaut worden war.
Aufgrund der gewachsenen Einwohnerzahl wurde 1882 ein Kirchenneubau geplant, aber aus Geldmangel nicht realisiert. Bei einem Blitzschlag am 10. August 1912 wurden der Turm und der Ostteil des Schiffes stark beschädigt. Das ursprünglich einschiffige Langhaus wurde von 1914 bis 1916 unter Kirchenbaumeister Ludwig Hofmann aus Herborn durch einen Westchor und ein südliches Seitenschiff erweitert. Das Innere wurde nach Westen umorientiert und der Ostchor als neuer Haupteingang umgestaltet. Die ehemalige, eisenbeschlagene Südtür diente als neue Westtür der Sakristei. Bei dem Umbau wurden bemerkenswerte Wandmalereien aus dem letzten Viertel des 15. Jahrhunderts freigelegt. Vier Szenen aus dem oberen Bereich dieser Wand wurden 1916 von Kirchenmaler Hermann Velte farbig kopiert und auf die Ostwand übertragen. Die Fresken der abgebrochenen Südwand wurden im Westchor anhand der Vorlagen neu gemalt. Die Fresken an der Nordwand, die Ornamentbänder am Tonnengewölbe und die Blumenornamente an Kanzel und Emporenbrüstung wurden von Velte restauriert. Nach Abschluss der Bauarbeiten fand Einweihungsfeier am 20. August 1916 statt. Kaiserin Auguste Viktoria stiftete die Altarbibel. 1958 wurden die Fresken und übrigen Malereien von Veltes Sohn, Hermann Velte jun., in weißer und grauer Farbe überstrichen und 1992 von Dana und Ovidiu Georghe aus Rumänien der Zustand von 1916 wiederhergestellt.

## Architektur

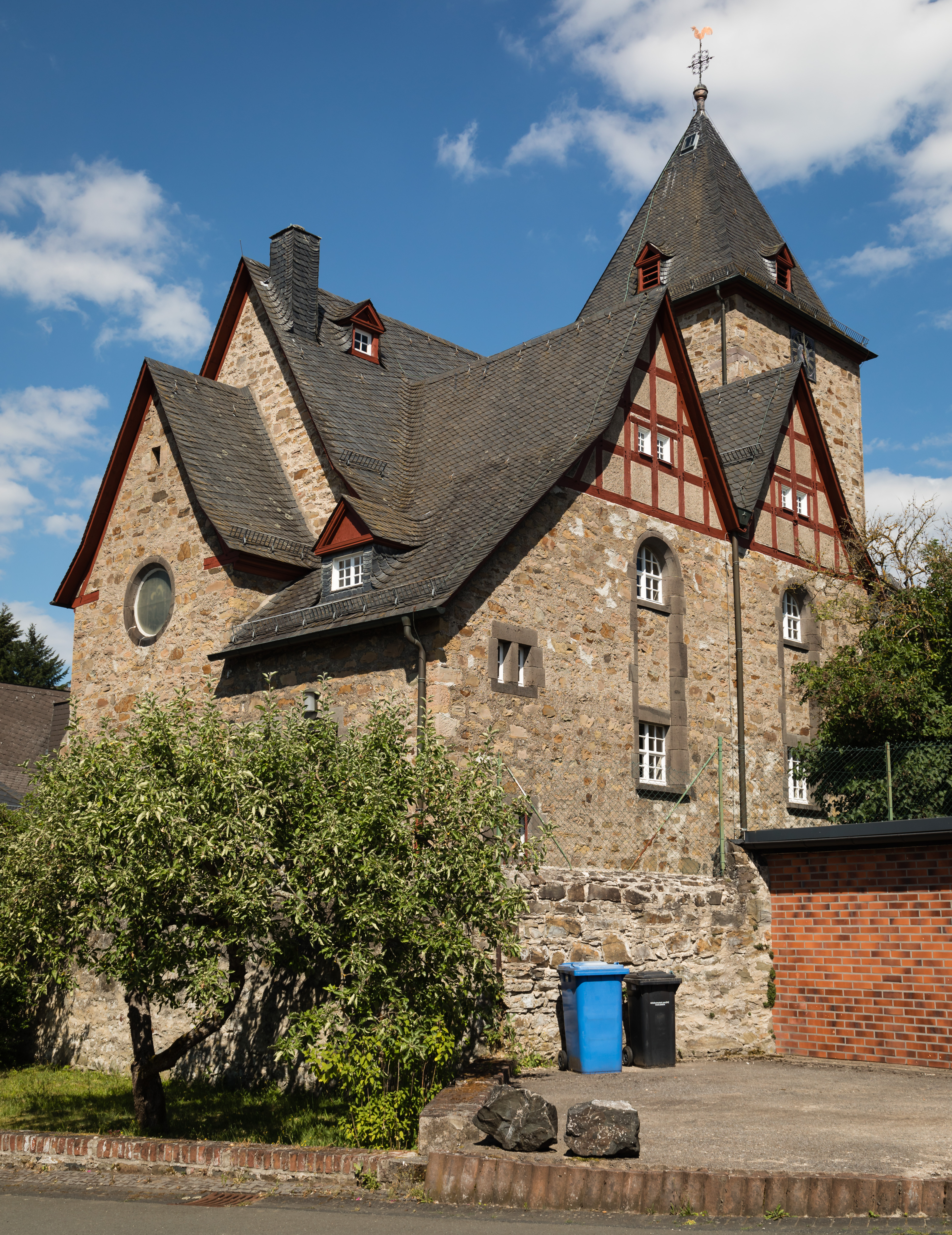
Ansicht von Südwesten auf die Erweiterungen

Die annähernd geostete Chorturmkirche ist im Ortszentrum aus unverputztem Bruchsteinmauerwerk errichtet. Der ungegliederte Chorturm auf quadratischem Grundriss ist gegenüber dem Schiff eingezogen. Er dient seit 1916 als Haupteingang und wird durch ein Rundbogenportal an der Ostseite erschlossen. Die drei Geschosse erhalten durch sehr kleine Rundbogenfenster Licht. Die Turmhalle hat ein Kreuzgratgewölbe und Sitznischen. Das Opus spicatum aus Flusskieseln im Turmboden weist auf den romanischen Ursprung des Turms. Ein großer Spitzbogen öffnet die Turmhalle zum Langhaus. Das Rundfenster im Süden entwarf der Maler Martin aus Wiesbaden im Jahr 1916. Es stellt einen Ritter mit Rüstung, Schwert und einem Wappenschild mit einem Adler dar. Unterhalb der Traufe sind seit 1981 an allen vier Seiten Zifferblätter von vier elektrisch betriebenen Uhren angebracht. Dem verschieferten Pyramidendach sind vier kleine Gauben mit Dreiecksgiebeln aufgesetzt. Es wird von einem Turmknauf und einem verzierten Kreuz mit Wetterhahn bekrönt.
Das ursprüngliche Langhaus auf rechteckigem Grundriss wurde durch ein südliches Seitenschiff und einen schmalen Westen erweitert. Drei hohe Rundbogenfenster in der Nordwand belichten den Innenraum. Das Rundbogenfenster im Westen wurde ebenfalls 1916 von Martin entworfen und zeigt Jesus, der einem Jünger das Vaterunser lehrt. Im Süden schließen sich zwei Zwerchhäuser an, die sich aus dem verschieferten Satteldach des Langhauses entwickeln. Ihre Giebelfelder weisen unverputztes Fachwerk auf. Zwei Rundbogenfenster dienen zur Belichtung der Empore und korrespondieren im unteren Bereich mit zwei Rechteckfenstern und werden von einem gemeinsamen Gewände umrahmt. In der Südostecke ermöglicht ein Treppenhaus den Zugang zu den Emporen. In der Südwestecke ist die Sakristei unter einem Schleppdach angebaut. Der schmale Westchor ist gegenüber dem Schiff niedriger und eingezogen. Die spitzbogige Nische in der äußeren Nordwand des Schiffs ist das vermauerte Nordportal. In der Stichbogennische weiter östlich ist der Grabstein des Schultheißen Pfeifer (1778–1840) eingelassen.
Bauplan
Der Bauplan der alten Kirche konnte mit Hilfe der Triangulatur geometrisch entschlüsselt werden. Grundlage für die Rekonstruktion war der Plan der Bauaufnahme aus dem Jahr 1882, der das Bauwerk in seiner ursprünglichen Form vor dem Umbau 1916 darstellt. Der rekonstruierte Grundriss zeigt eine überraschend gute Übereinstimmung mit den Abmessungen der Bauaufnahmezeichnung. Als Grundmaß wurde ein Fuß (Einheit) mit einer Länge von 30,7 cm gefunden, ermittelt aus der Breite des Bauwerkes. Auf diesem Maß bzw. dessen Vervielfältigungen mit theologisch relevanten Zahlen basieren alle Abmessungen des Bauwerkes. So ergibt sich z. B. die Breite aus 2 × 12 (3×4) = 24 × 30,7 = 7,36 m. Die beiden Grundzahlen 3 und 4 bzw. ihre Vervielfältigungen sind in allen Konstruktionselementen des Bauentwurfs gegenwärtig. Auch die Gesamtlänge der Kirche ergab sich aus der geometrischen Konstruktion. Neben der Triangulatur ist bei dem Entwurf auch der Satz des Pythagoras zur Anwendung gekommen; er lässt sich im Entwurfsplan nachweisen. Nahezu alle Abmessungen des Bauwerkes ergeben sich aus den geometrischen Konstruktionslinien und Kreisbogen des Entwurfsplanes, in dem sich überraschenderweise im Grundriss auch das Symbol eines Fisches erkennen lässt.

## Ausstattung

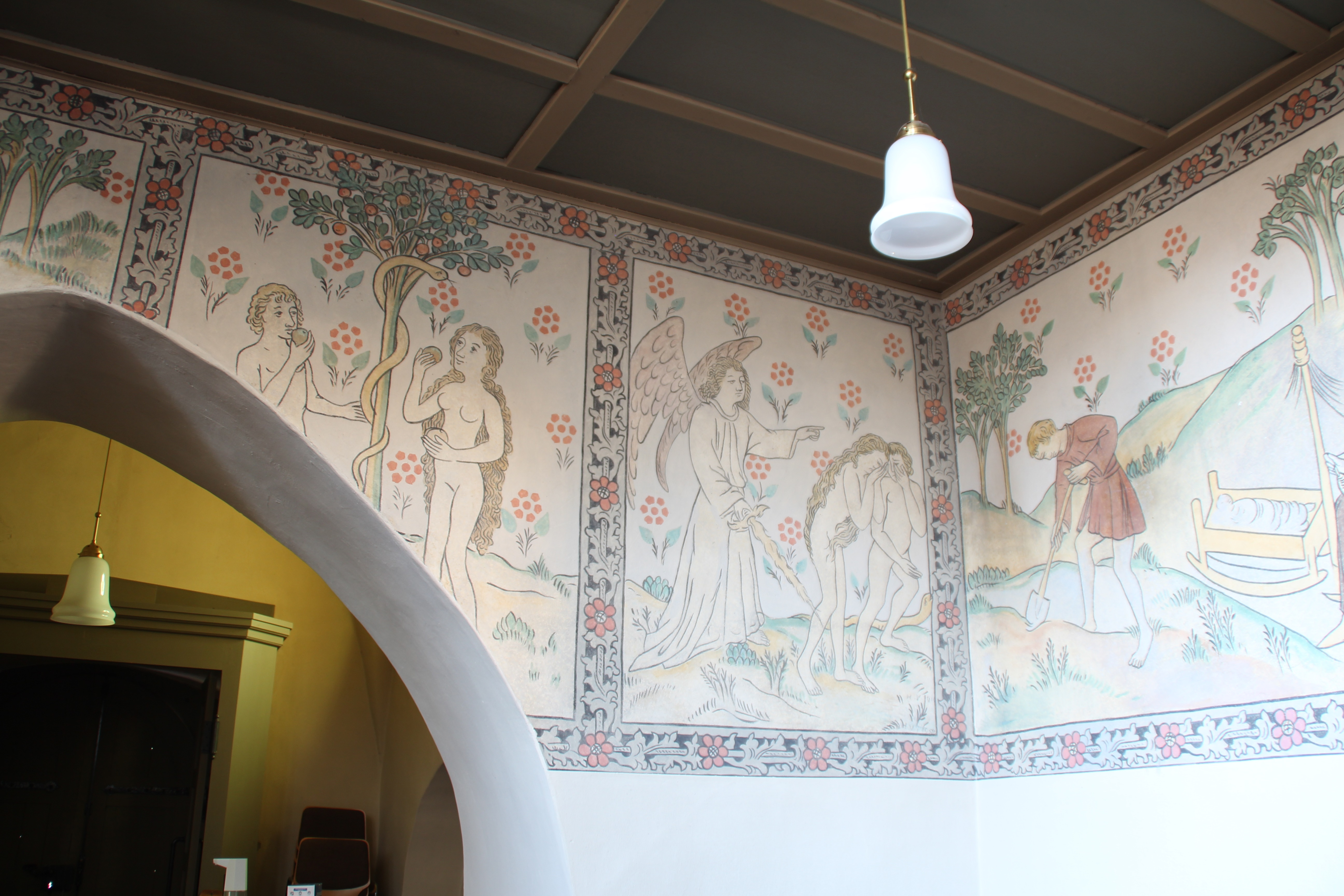
Malereien in der Südostecke

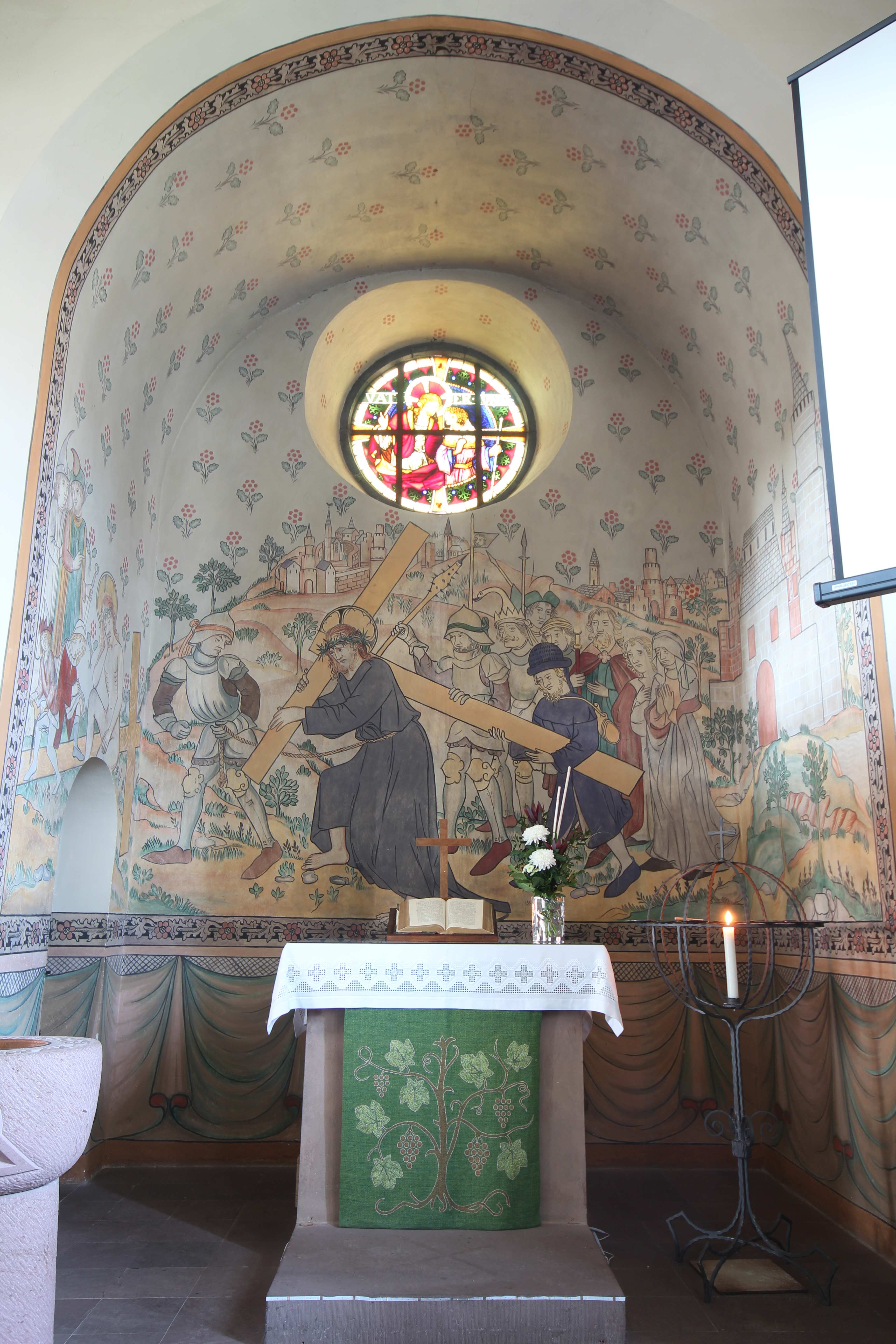
Westchor mit Altar

Das Langhaus wird von einem Holztonnengewölbe abgeschlossen, während das Südschiff mit Flachdecke Raum für eine große Empore bietet. Die Brüstung der Südempore hat querrechteckige Füllungen mit Blumenornamenten. Die Ostempore dient als Aufstellungsort für Orgel und hat in der Brüstung Sprossen. Drei Pfosten der Brüstung mit Rankenornamenten stammen noch aus der alten Kirche. Die trapezförmige Kanzel auf sechseckigem Fuß wurde 1916 umgearbeitet. Die hochrechteckigen Füllungen auf den drei Kanzelfeldern tragen Blumenornamente. Der Blockaltar aus rotem Sandstein mit überstehender Mensaplatte im Westchor ist um eine Stufe erhöht. Auch das moderne pokalförmige Taufbecken ist aus rotem Sandstein gefertigt. Der Schaft zeigt das Christusmonogramm und die Wandung eine Taube in einem Dreieck und einem Halbkreis. Oben auf dem Rand ist ein Bibelvers zu lesen: „LASSET DIE KINDER ZU MIR KOMMEN“. Das schlichte Kirchengestühl lässt einen Mittelgang frei. Der Boden ist mit Platten aus rotem Sandstein belegt und der Altarbereich um eine Stufe erhöht.
Die polychromen Einzelszenen der spätgotischen Fresken werden durch viereckige, friesartige Rankenbänder umrahmt, die auf schwarzem Hintergrund einen weißen Stab mit weißen Blättern und sechsblättrigen roten Blüten hat. An der original erhaltenen Nordwand sind als Malereien die Verkündigung des Herrn, Christi Geburt, die Anbetung der Heiligen Drei Könige vor dem Stall in Bethlehem und Christophorus mit dem hl. Antonius und der Ballersbacher Mühle dargestellt. Die vier Szenen aus der Schöpfungsgeschichte, die ursprünglich darüber angebracht waren und nun an der Ostwand zu sehen sind, zeigen die Erschaffung von Adam und Eva, den Sündenfall, die Vertreibung aus dem Paradies und die Darstellung von Adam mit dem Spaten bei der Feldarbeit Eva beim Wolle Spinnen. Von der Südwand auf den Westchor wurden die figurenreiche  Kreuztragung und Kreuzaufrichtung mit der Verspottung Jesu übertragen.

## Orgel

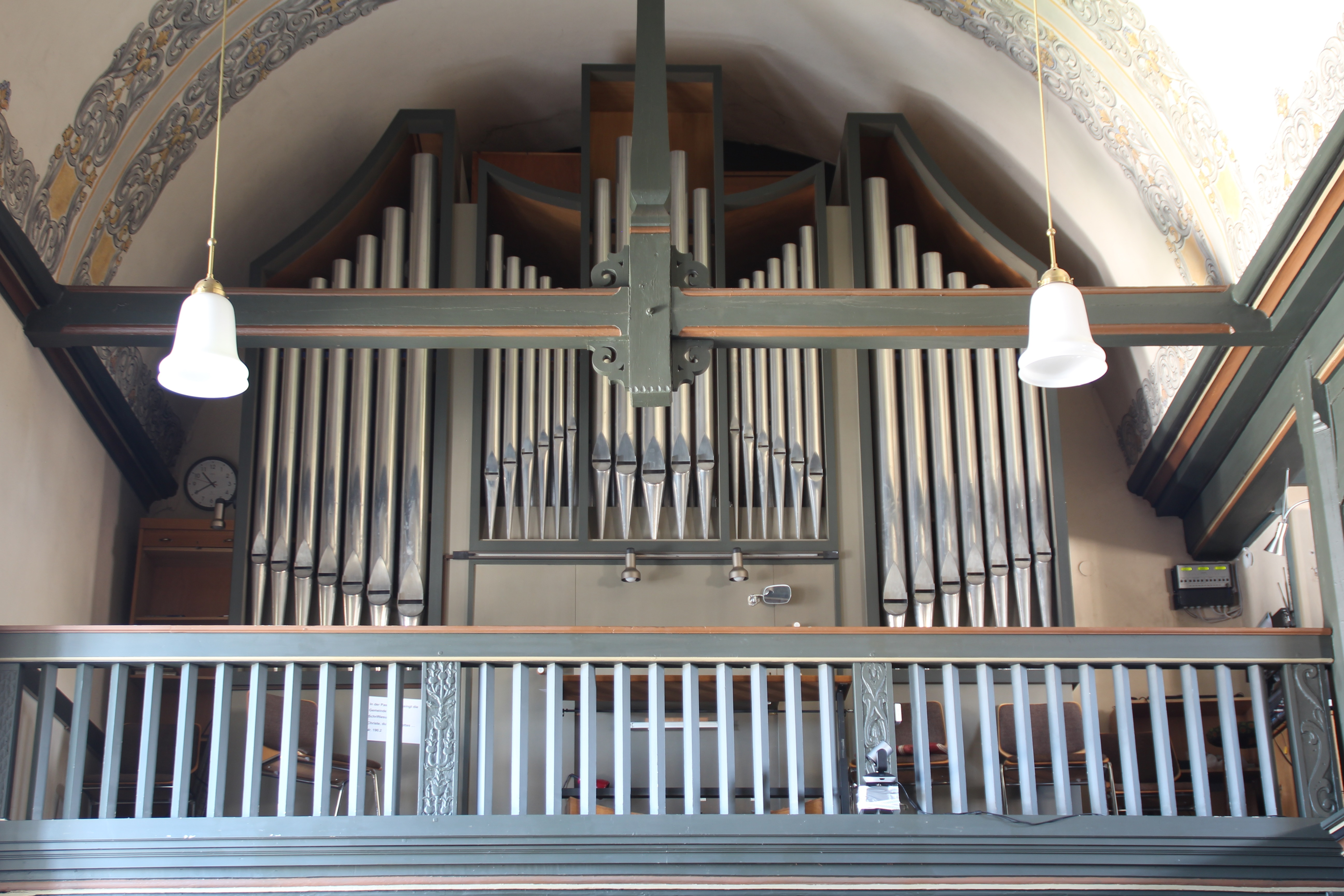
Walcker-Orgel von 1970

Nachdem der Gemeindegesang jahrzehntelang an einem Harmonium begleitet worden war, erwarb die Gemeinde nach dem Kirchenumbau 1916 eine gebrauchte Orgel aus Geisenheim. Sie wurde von der Firma Orgelbau Friedrich Weigle in umgebauter Form in der neuen Nische über der Westempore errichtet. Das Werk verfügte über 14 Register auf zwei Manualen und Pedal mit pneumatischer Traktur. Nach Überholungen in den Jahren 1953 und 1965 ersetzten E. F. Walcker & Cie. es 1970 durch ein neues Instrument mit 14 Registern auf zwei Manualen und Pedal. Die Disposition lautet wie folgt:
| I Manual C–c4    |       |
| Prinzipal        | 8′    |
| Rohrflöte        | 8′    |
| Oktave           | 4′    |
| Sesquialter I–II | 2 ⁄3′ |
| Mixtur III–IV    |       |

| II Manual C–c4 |       |
| Gedeckt        | 8′    |
| Spitzflöte     | 4′    |
| Prinzipal      | 2′    |
| Quinte         | 1 ⁄3′ |
| Zimbel III     | 1 ⁄3′ |
| Tremulant      |       |

| Pedal C–g1 |     |
| Subbass    | 16′ |
| Gemshorn   | 8′  |
| Choralbass | 4′  |
| Fagott     | 16′ |

- Koppeln: II/I, I/P, II/P

## Geläut
Vor dem Kirchenumbau beherbergte der Turm zwei Glocken, die zur Kircheneinweihung 1916 um eine große Glocke ergänzt wurden. Diese musste bereits ein Jahr später zu Kriegszwecken abgeliefert werden und wurde 1919 von Rincker ersetzt. Ende 1919 wurde die kleine, schadhafte Glocke umgegossen. Nachdem 1942 die beiden größeren Glocken abgetreten wurden, schaffte die Gemeinde 1949 und 1950 zwei neue Glocken an. Das Dreiergeläut erklingt auf einem Moll-Dreiklang.
| Nr. | Gussjahr | Gießer, Gussort | Masse (kg) | Schlagton | Inschrift                               | Bild |
| --- | -------- | --------------- | ---------- | --------- | --------------------------------------- | ---- |
| 1   | 1950     | Rincker, Sinn   | 414        | a1        | „KOMMT KOMMT DENN ES IST ALLES BEREIT“  |      |
| 2   | 1949     | Rincker, Sinn   | 245        | c2        | „O LAND LAND LAND HOERE DES HERRN WORT“ |      |
| 3   | 1919     | Rincker, Sinn   | 149        | e2        | „BETE UND ARBEITE“                      |      |